# Bombardement op Brussel

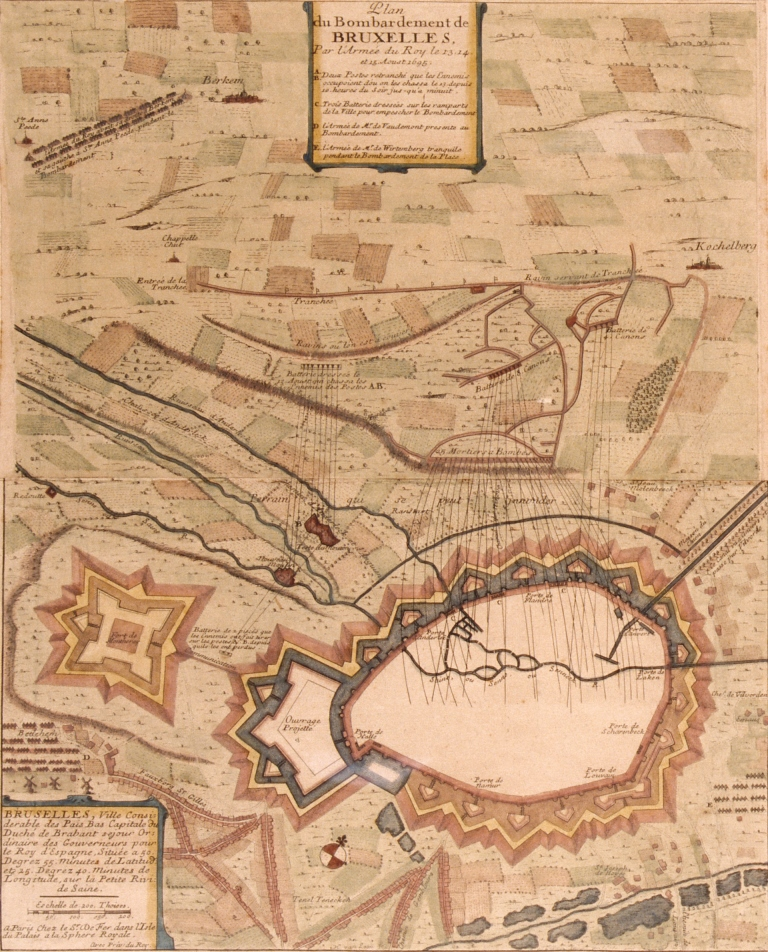
Plan van het bombardement (Harmanus van Loon,1695)

Op 13, 14 en 15 augustus 1695 bombardeerden de troepen van koning Lodewijk XIV van Frankrijk Brussel en schoten ze het centrum in brand. Het Bombardement op Brussel was de meest vernietigende ramp uit de geschiedenis van de stad. Het aanvallen van een burgerdoelwit zonder militaire betekenis was ook in die tijd al een schande.
Hoeveel mensen zijn omgekomen bij de totale oorlog van de Fransen, is niet bekend. De teloorgegane gebouwen, kunstwerken en archieven zijn beter gedocumenteerd.
In de jaren na de bombardementen volgde een uitgebreide heropbouw. Deze werken hebben het aanzicht van de stad ingrijpend gewijzigd, niet in het laatst van de Grote Markt.

## Historische context

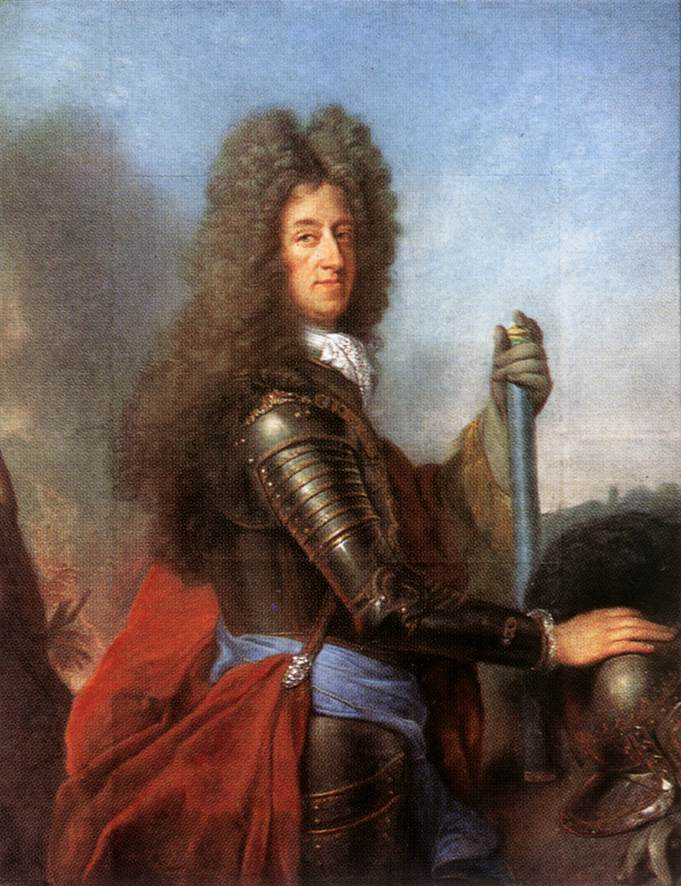
Maximiliaan-Emanuel, keurvorst van Beieren en gouverneur van de Spaanse Nederlanden

De 17e eeuw is voor de Fransen hun Grand Siècle, maar bracht voor de Zuidelijke Nederlanden een aaneenschakeling van oorlogen, vernielingen, belegeringen, plunderingen en blokkades. Ingeklemd tussen de grootmachten was het gebied overgeleverd aan strijdende legers in steeds wisselende allianties. Onder Richelieu was Frankrijk een agressieve expansiepolitiek gaan volgen en was het al in 1635 de Zuidelijke Nederlanden binnengevallen. Lodewijk XIV ging hiermee door en behaalde in 1658 een overwinning in de Slag der Duinen. In 1688 waagde Lodewijk een nieuwe poging: zijn legers vielen de Palts binnen en ontketenden de Negenjarige Oorlog. Zeven mogendheden verenigden zich tegen hem in de Liga van Augsburg. De in Brussel gebaseerde landvoogd van de Spaanse Nederlanden, Maximiliaan II Emanuel van Beieren, maakte deel uit van deze Europese coalitie.
In de Nederlanden behaalde Lodewijk overwinningen bij Fleurus (1690), Steenkerke (1692) en Neerwinden (1693), maar hij wist ze niet uit te buiten. Het keerpunt van de oorlog kwam er vanaf juli 1695. Ligatroepen onder Menno van Coehoorn slaagden erin Namen te heroveren en brachten de in de citadel verschanste Fransen in het nauw. Pas enkele maanden voordien was de bevelvoerder van Lodewijks Armée de Flandre overleden, de succesvolle maar bij de koning weinig geliefde Maarschalk van Luxemburg. Hij had hem vervangen door zijn vertrouweling François de Neufville de Villeroy, die zich een strateeg van twijfelachtig allooi zou tonen.
De zonnekoning was door de tegenslag van Namen geïrriteerd en eiste van zijn maarschalk een klinkend wapenfeit. Hij stelde voor om Brugge of Gent te verwoesten. Dit strookte met zijn recent aangenomen tactiek om de gebieden die hij niet permanent in handen kon krijgen zo zwaar mogelijk te beschadigen (Genua in 1685, Koblenz in 1688, Luik in 1691). Zo kon hij ze tevens treffen als economische concurrenten van de Franse industrie. In 1688 was dit al geculmineerd in zijn infame bevel Brûlez le Palatinat! Villeroy ging niet in tegen deze nog steeds ongebruikelijke wens van zijn vorst. Wel kon hij hem overtuigen dat het bombarderen van Brussel meer effect zou hebben. Hij dacht dat het de vijand zou aanlokken, die zo op een meer voordelige plaats kon worden bestreden dan als het leger zelf naar Namen zou trekken om er het beleg te doorbreken.

## Bombardement

### Voorbereidingen

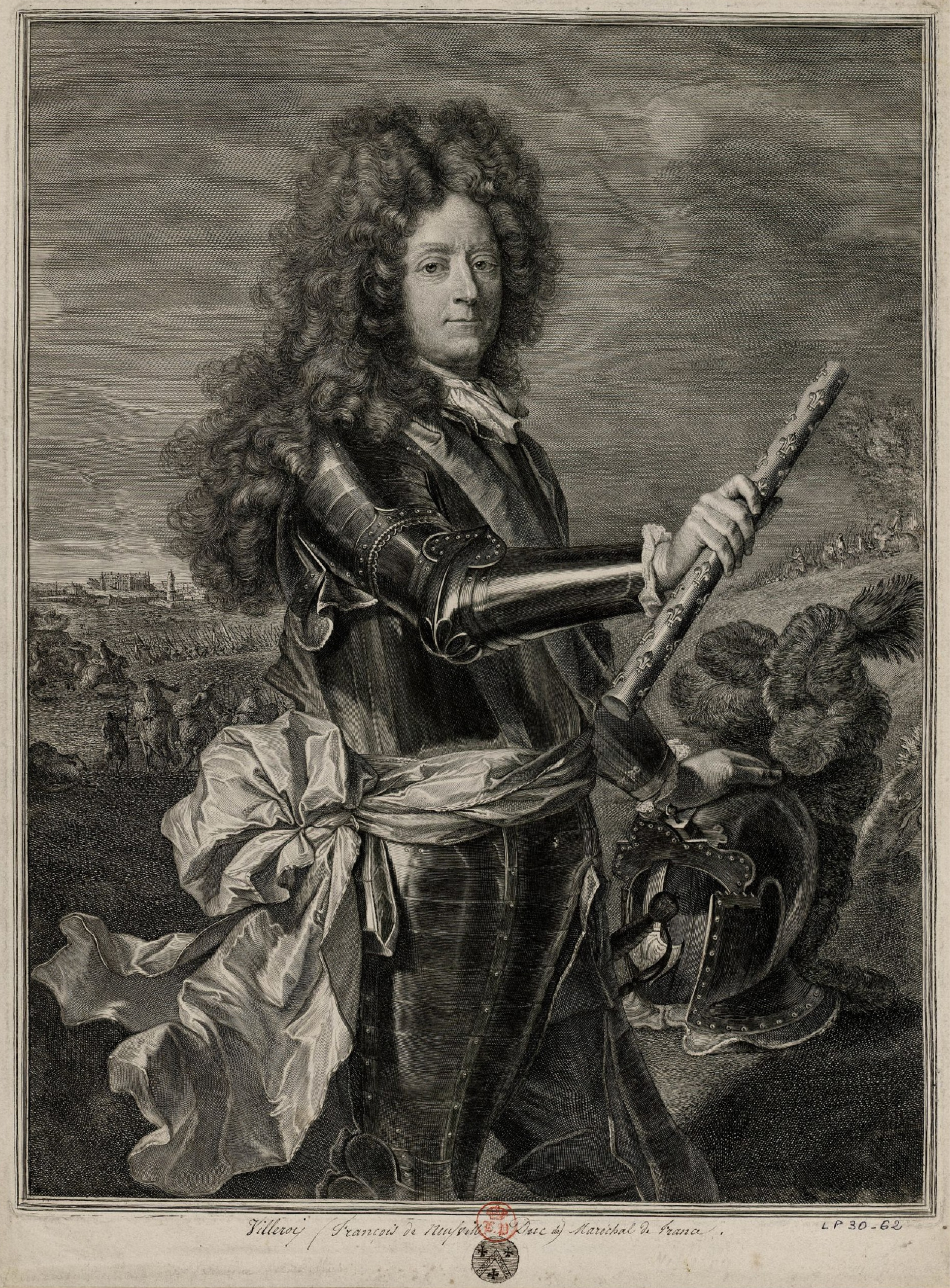
François de Neufville, duc de Villeroy

Tegen eind juli – nog vóór de val van Namen – bezorgde Villeroy een uitgewerkt memorandum van zijn artilleriemeester aan de koning. Het stelde de volgende benodigdheden voorop: 12 kanonnen, 25 mortieren, 4.000 kanonskogels, 5.000 bommen, 6.000 lanceerraketten, 2.000 granaten, 20.000 loden kogels, grote hoeveelheden buskruit en 900 karren om alles te vervoeren. Daarbovenop kwamen nog de levensmiddelen voor een leger van 70.000 man. In dit document voegde Villeroy ook een gedetailleerde planning en gaf hij aan welke Franse versterkingen welke benodigdheden moesten leveren: manschappen uit Charleroi, Philippeville en Dinant, bevoorrading uit Kortrijk en Ieper, kanonnen en munitie uit Dowaai. Het leger en het konvooi verzamelden in Bergen. Van daaruit begaven ze zich op 7 augustus naar Brussel.
Volgens plan gaf Villeroy ruchtbaarheid aan zijn intenties in een poging om de geallieerde strijdkrachten aan te lokken. Enkele dagen eerder had maarschalk Boufflers een verdrag afgesloten waarbij hij de stad Namen opgaf en zich terugtrok in de citadel. Op 9 augustus werden de vijandigheden in Namen hervat. Noch Willem van Oranje, noch Maximiliaan van Beieren maakten aanstalten om het beleg op te geven. Enkel het 15.000 man sterke leger van de prins van Vaudémont naderde Brussel, maar hield zich afzijdig wegens het numerieke overwicht van de Fransen.
Het Franse leger kwam op 11 augustus aan en installeerde zich op een hoogte ten westen van de stad. Brussel was geen militair-strategische versterking noch een garnizoensstad. Zijn tweede omwalling was een eeuw geleden verbeterd, maar nu verouderd. Uiteindelijk had dit weinig belang. Het was de agressor er niet om te doen bressen te slaan, maar de stad zelf vanop afstand te verwoesten. Met gemak namen de Fransen twee schansen in voor de Vlaamse en Anderlechtse Poort. Ze groeven zich in een stelden hun batterijen op.

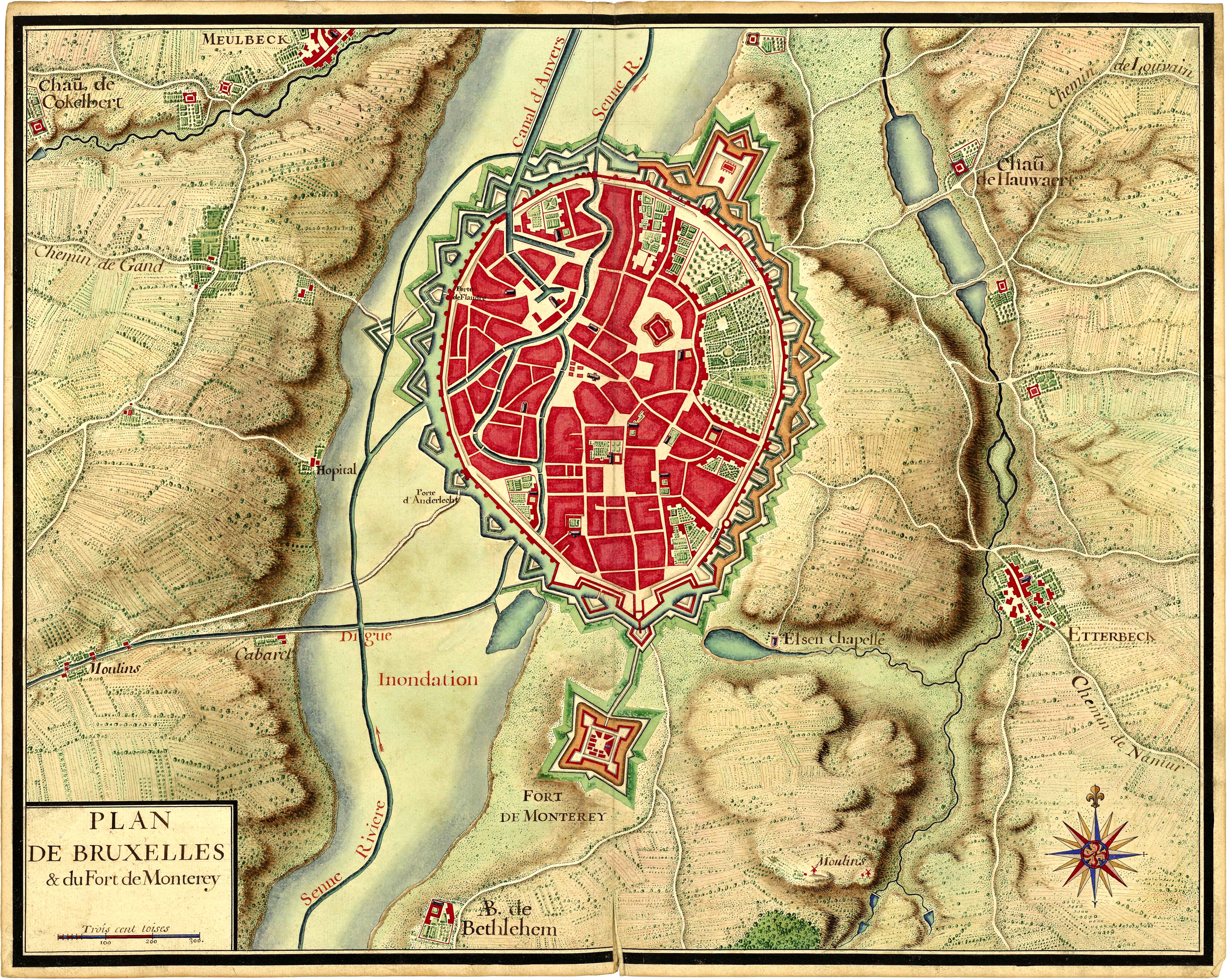
Plan van Brussel uit de collectie van Lodewijk XIV

### Pseudo-ultimatum
Rond de middag van 13 augustus waren de voorbereidingen klaar. Villeroy liet namens de koning een brief bezorgen aan de prins van Bergen, de militaire gouverneur van Brussel. Aangezien het weglokken van vijandige troepen geen geloofwaardige uitleg meer kon bieden voor het bombardement, riep de brief een nieuw voorwendsel in. Het nakende bombardement werd voorgesteld als represaille voor de Engelse beschietingen van Kanaalhavens. Deze beschietingen waren zelf een reactie op de kapersoorlog die de Fransen van daaruit voerden, met Jan Baert als meest gevreesde exponent. De brief kondigde het bombardement aan binnen zes uren en stelde dat van zodra men zou verzekeren dat geen bommen meer zouden gegooid worden in de zeehavens van Frankrijk, de koning er eveneens geen meer zou gooien in de steden die behoorden tot de vorsten waarmee hij in oorlog was. De brief informeerde voorts naar de verblijfplaats van de keurvorstin van Beieren, zodat ze van beschietingen kon gespaard worden.
In essentie stelden de Fransen een onuitvoerbaar ultimatum: de in Brussel aanwezige autoriteiten hadden geen zeggenschap over de Engelse vloot. De prins van Bergen vroeg 24 uren respijt om de brief te kunnen voorleggen aan de keurvorst, die uit Namen vertrokken was naar Brussel. Hij wees Villeroy erop hoe onrechtvaardig het was om zich op Brussel te wreken voor acties van de Engelse koning, Willem III van Oranje. De Fransen gingen er niet op in en begonnen de beschieting. Villeroy berichtte aan Lodewijk XIV dat hij het niet nodig had gevonden om op het verzoek te antwoorden, omdat hij geen bevel had gekregen om in onderhandeling te treden met de prins van Oranje.

### Beschieting en brand

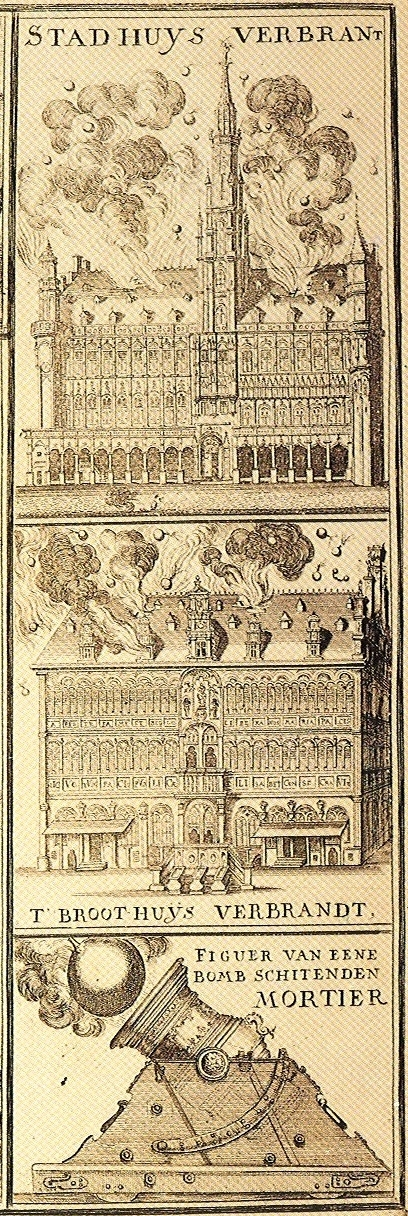
t Ghebombareert ent brandent Brusselen (G. Bouttats)

Iets vóór zeven uur 's avonds begonnen de Franse batterijen te vuren. Het droge en winderige weer was ideaal voor hun destructieve bedoelingen. Ze schoten gewone kanonskogels af maar ook gheloeyende koghels (vooraf in ovens verhit om bij inslag brand te veroorzaken) en bomben. Al snel werden de eerste huizen getroffen en ontstond een begin van brand. Het vuur verspreidde zich snel door de nauwe straatjes en houten constructies.
Op de westelijke muren waren drie verdedigingsbatterijen opgesteld. Ze probeerden het vuur te beantwoorden, maar kampten met een tekort aan kanonniers, kogels en kruit. Nochtans slaagden burgermilities erin om enkele Fransen te doden door stenen af te schieten. Het bracht echter geen respijt.
Tot op het laatste moment hadden de autoriteiten geloofd dat het ergste kon worden vermeden. Ze hadden de bevolking verzocht om thuis te blijven en waterketels klaar te zetten om vuurhaarden onmiddellijk te kunnen blussen. Al snel bleken deze maatregelen volstrekt ontoereikend. Paniek kreeg de bewoners in haar greep. Ze vluchtten naar de bovenstad, ten oosten van de Zenne. Vanaf het park aan het Koudenbergpaleis keek een machteloze massa toe hoe hun huizen in de vuurzee vergingen. Tegen middernacht was het hele stadshart aan de vlammen overgeleverd. Ook de stenen gebouwen werden zwaar beschadigd: het Stadhuis, het Broodhuis, het Vleeshuis, het Recolettenklooster, de Sint-Niklaaskerk met zijn imposante belfort... Maximiliaan was aan het hoofd van enkele manschappen uit Namen teruggekeerd en probeerde vruchteloos het vuur te bestrijden en de orde te handhaven.
In de nacht van de 13e kan Villeroy aan Lodewijk rapporteren:

Notre bombardement a l'effet le plus prompt qu’on ait jamais vu: une demi-heure après que les premières bombes ont été tirées, la ville a été toute en feu (…) J’ai fort recommandé à Vigny d’épargner la Cour où habite Mme l’électrice (…) Il est bien difficile de pouvoir répondre que les bombes n’y tomberont pas, dans l’horrible quantité qu’on leur jette (…) J’entends un bruit effroyable (...) Vigny prétend avoir déjà tiré plus de 1200 bombes.

Ons bombardement heeft het meest prompte effect ooit gezien: een half uur na het afschieten van de eerste bommen, stond de stad helemaal in brand [...] Ik heb Vigny ten sterkste aangeraden om het Hof waar mevrouw de keurvorstin woont te sparen [...] Het is wel moeilijk te garanderen dat de bommen er niet zullen vallen, in de afschuwelijke hoeveelheid waarmee we ze gooien [...] Ik hoor een verschrikkelijk geluid [...] Vigny beweert al meer dan 1.200 bommen te hebben afgeschoten.

In de ochtend van 14 augustus volgt een pauze om het geschut opnieuw te bevoorraden. In de stad loopt het gerucht dat andere wijken zullen worden geviseerd. In paniek brengen sommige inwoners hun bezittingen naar de reeds getroffen stadsdelen. Bij de herneming van het bombardement wordt een nog groter gebied bestookt. In het noorden komen nu ook de Muntwijk en het Dominicanenklooster onder vuur. Talrijke meubelen, kunstwerken en archieven die er waren ondergebracht, verdwijnen in het inferno. In het oosten vreest men voor de Collegiale van Sint-Michiel en Sint-Goedele en brengt men de kerkschatten ervan in veiligheid. Tegen de avond zijn de Putterij en de Magdalenakerk verzengd en worden ook het Sint-Janshospitaal en de Kapellekerk aangetast.
Als de zon opkomt op de morgen van 15 augustus, staat het hele stadscentrum nog altijd in vuur en vlam. Om de omringende zone te redden laat Maximiliaan huizen opblazen, onder groot protest van de eigenaars. Pas tegen de middag zwijgt het Franse geschut, na een bombardement van 48 uren.

### Balans
De bevolking heeft tijd gehad om naar het oosten te vluchten. Door de veilige zone daar zijn er weinig menselijke slachtoffers. Geen enkele bron geeft een precies aantal, mogelijk omdat de tol van de talrijke veldslagen uit die periode nog van een andere grootteorde is. Her en der worden wel individuele gevallen vermeld: een man gedood bij het eerste salvo, twee broeders verpletterd onder de ruïnes van hun klooster, vier zieken verkoold in het Sint-Niklaashospitaal. Er is sprake van inwoners die omkomen terwijl ze hun bezittingen in veiligheid proberen te brengen, van plunderaars die verrast worden door instortende gebouwen.

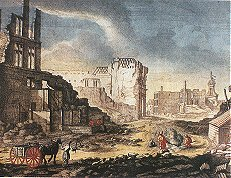
Zicht van de ruïnes van fontein den Spauwer en de stadswaag (A. Coppens)

De materiële en culturele schade is onschatbaar. Vele rapporten proberen een inventaris te geven: het Franse leger en maarschalk Villeroy, de stedelijke overheid, de gouverneur, religieuze congegraties en instellingen, de pauselijke internuntius, de Spaanse ambassadeur in Den Haag Francisco Bernardo de Quiros... Ook beschrijvingen van inwoners en bezoekers zijn voorhanden. Naargelang de bron zouden 4 à 5.000 gebouwen vernield zijn, ongeveer een derde van de bebouwde oppervlakte van de stad. Buiten de zwaarst getroffen zone zijn er ook bommen gevallen op geïsoleerde punten, sommige zelfs tot in het park. De Brusselse schilder Augustin Coppens, die zelf dakloos is geworden, maakt elf tekeningen waarin hij een getrouw beeld schetst van de toestand. Hij toont hoe het tracé van de straten niet meer zichtbaar is onder het puin, hoe enkel nog zwartgeblakerde muurstompen overeind staan.

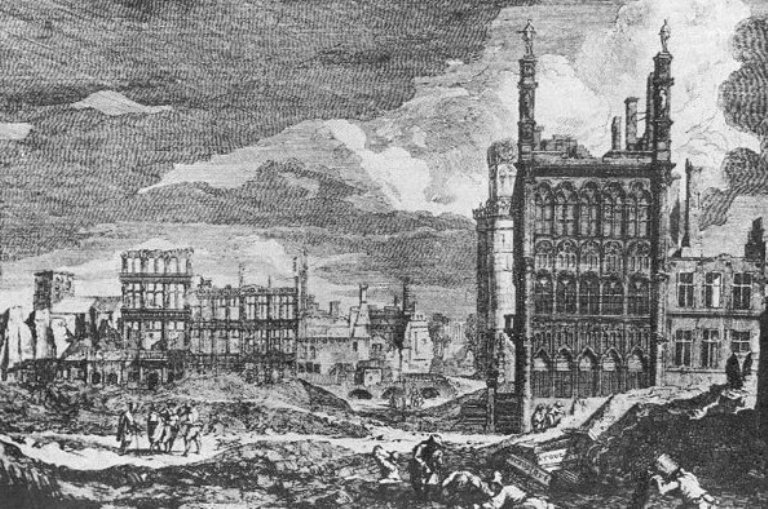
Zicht op de ruïnes van de Grote Markt (A. Coppens)

Het kunstpatrimonium dat de stad doorheen de eeuwen heeft opgebouwd, wordt zwaar geamputeerd. Meesterwerken van Rogier van der Weyden, Rubens, Antoon van Dyck, Bernard van Orley en vele anderen vergaan tot as. Het vuur verteert de Dominicanerkerk met het mausoleum van Alfons van Kleef, maar spaart de kapel met dat van zijn zoon Filips er vlakbij. Ook het geheugen van de stad heeft zwaar te lijden. Vele archieven en heele biblioteken van boecken vergaan in de brand. De teloor gegane objecten, materialen en koopwaar zijn moeilijk te ramen. Bernardo de Quiros schrijft dat de eerste schattingen een verlies van dertig miljoen florijnen vooropstellen. Internuntius Giulio Piazza heeft het over vijftig miljoen. Ter vergelijking, de jaarhuur voor een normaal woonhuis bedroeg toen 120 à 150 florijnen, of 2.000 florijnen om het te kopen.
Sommige schade manifesteerde zich met vertraging. De Spiegeltoren van de goudsmeden stortte pas een jaar na de bombardementen in. De Belforttoren werd opgekalefaterd maar zeeg in 1714 plots ineen.

### Militaire betekenis
Het verwoestende bombardement van Brussel was een niet te ontkennen signaal dat vestingen rond steden zinloos waren geworden. De vuurkracht van de artillerie was zodanig verbeterd, dat de kanonnen veilig buiten het bereik van de stedelijke verdediging alles aan flarden konden schieten.

### Weerklank
De Fransen zijn verrast over het succes van hun operatie, die de verwachtingen heeft overtroffen. Villeroy schrijft:

Le désordre que nous avons fait dans cette ville est incroyable, le peuple nous menace de beaucoup de représailles, je ne doute pas qu’il en ait la volonté, mais je n’en devine pas les moyens.
De wanorde die we in deze stad gemaakt hebben is ongelofelijk, het volk bedreigt ons met vergelding. Ik twijfel er niet aan dat het er de wil voor heeft, maar ik zie er de middelen niet voor.

 Artilleriemeester Vigny, die niet aan zijn proefstuk toe was, schrijft:

J’ai été employé à faire plusieurs répétitions, mais je n’ai point encore vu un si grand feu, ni tant de désolation qu’il en paraît dans cette ville.
Ik ben al meer dan eens ingezet, maar nog nooit heb ik zo'n groot vuur gezien, noch zoveel verwoesting als in deze stad.

 De jonge hertog van Berwick, een toekomstig Frans maarschalk die aanwezig was bij de feiten, schrijft afkeurend:

Jamais on ne vit un spectacle plus affreux et rien qui ressembloit mieux à ce que l’on raconte de l’embrasement de Troie.
Nooit zag men een afschuwelijker spektakel en niets geleek beter op wat men vertelt van de brand van Troje.

In heel Europa roept de vernietiging van Brussel verontwaardiging op. Het vormt een breuk met de stilzwijgende conventies die de oorlogvoering beheersten. Tot dan toe was het onuitgegeven om een burgerbevolking die niet bij het conflict was betrokken tot doelwit te nemen bij een terreurdaad die het vijandige leger moest afschrikken. Bombardementen hadden gediend om verdedigingswerken neer te halen of haveninfrastructuur te verwoesten. Voortaan zou echter geen enkele stad nog veilig zijn voor deze vroege vorm van totale oorlogvoering. Ook de weigering van Villeroy om het antwoord van de gouverneur af te wachten of de onderhandelingen met de Engelse koning, viel in zeer slechte aarde. De ministers van de coalitie kwamen samen in Den Haag en zwoeren om Brussel te wreken.
Toen paus Innocentius XII de lijst van beschadigde kerken, kloosters, kapellen, begijnhoven, hospitalen en gasthuizen onder ogen kreeg, zou hij hebben uitgeroepen: "Deze oorlog doet me schreien". Naast de officiële protesten circuleerden ook vele anonieme pamfletten tegen Frankrijk, waarvan "de barbarij heel Europa bedreigt." Ook sarcastische geschriften zagen het licht, zoals een felicitatiebrief van de duivel aan de Fransen, of een spottende brief van Manneken Pis.
Het militair onzinnige bombardement droeg ertoe bij dat de ster van de Zonnekoning snel taande in Europa. Hij zag zich verplicht om een rechtvaardiging te laten publiceren te Versailles. Maar zelfs Napoleon zou een eeuw later oordelen dat zijn bevel "even barbaars als nutteloos" was geweest.

## Heropbouw

### Eerste maatregelen
In de eerste dagen en maanden na de ramp werden vooral noodmaatregelen getroffen. Invoerrechten op levensmiddelen worden opgeschort. Brabantse steden als Leuven en Antwerpen en ook Mechelen komen ter hulp. Daklozen worden in het park opgevangen. Burgermilities patrouilleren in de getroffen wijken om plunderingen tegen te gaan. Inwoners uit alle rangen en standen worden opgevorderd om puin te ruimen.

### Twee benaderingen

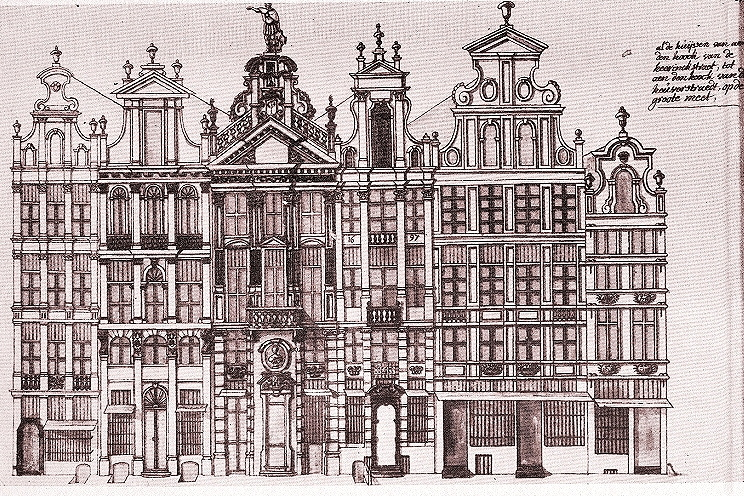
Huizen op de Grote Markt (F.J. De Rons, 1729)

Van in de eerste maanden na het bombardement streden twee stedenbouwkundige benaderingen om voorrang. Enerzijds was er de zienswijze van Maximiliaan, een jonge en ambitieuze vorst die gepassioneerd was door kunst en architectuur. Hij wilde de vernielingen aangrijpen om het plan van de stad en de architecturale stijl op een nieuwe leest te schoeien. Zijn betrokkenheid was des te sterker omdat hij uitzicht had om de Spaanse Nederlanden als erfland te krijgen. Hij wilde de middeleeuwse stad transformeren naar het barokke voorbeeld van Wenen, Milaan of Turijn. Het ideaal dat hem voor ogen stond was een stad met rechte straten, brede perspectieven en geproportioneerde gebouwen. Hij vond een medestander in architect Willem de Bruyn. Daartegenover stonden de inwoners en de stedelijke autoriteiten. Zij vreesden een economische leegloop en wensten voor alles een snelle heropbouw. Ook de gilden dachten in deze termen. Bij hen leefde een sterk particularisme, dat perfect tot uitdrukking werd gebracht door Antoon Pastorana.
Noch het stadsbestuur, noch het Spaanse centrale gezag, noch de landvoogd hadden de financiële middelen voor een grootscheepse heraanleg. De meest efficiënte keuze was om voort te bouwen op de bestaande funderingen, met recuperatie van het vroegere materiaal en de bestaande tradities. Deze benadering kreeg grotendeels de bovenhand, zoals dit enige decennia eerder ook al was gebeurd na de brand van Londen. De landvoogd concentreerde zich op enkele symboolprojecten, zoals de Muntschouwburg, het Grote Vleeshuis en de nieuwe Beierenstraat. Op de Grote Markt wilde hij verschillende panden onderbrengen achter een uniforme voorgevel, maar hij kon dit enkel doordrijven voor het Huis van de Hertogen van Brabant.

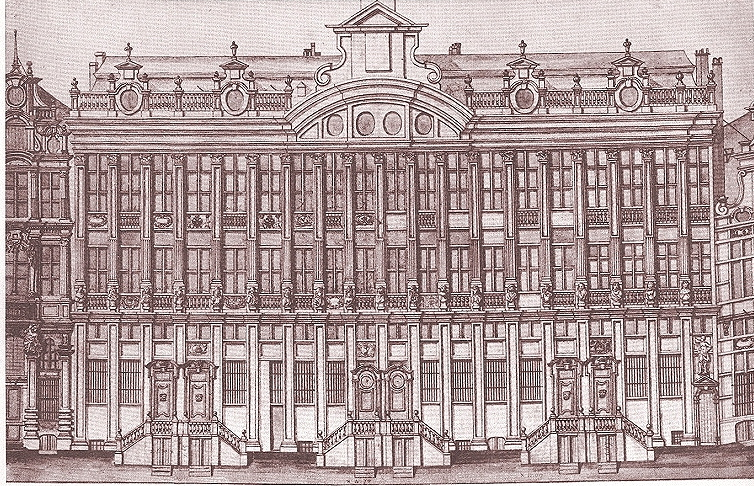
Huis van de Hertogen van Brabant (F.J. De Rons, 1729)

### Stedenbouw

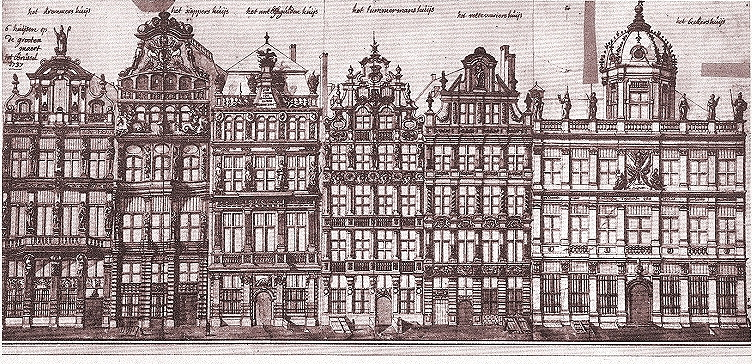
Gildehuizen op de Grote Markt (F.J. De Rons, 1729)

Hoewel dus in grote lijnen gekozen werd voor het behoud van het algemene stadsplan, leidde de heropbouw toch tot sommige aanpassingen. Waar mogelijk verbeterde men de doorstroming, veiligheid en hygiëne van de straten. Stadsarchitect Willem de Bruyn, die belast was met het uittekenen van de rooilijnen, trachtte zoveel mogelijk straten recht te trekken en te verbreden. Nieuwe stedenbouwkundige reglementen werden aangenomen, onder meer over het gebruik van de publieke ruimte. Houten constructies en strooien daken worden ontmoedigd. Dakgoten en afvoerpijpen werden verplicht.
De reconstructie van de Grote Markt en omgeving, het politieke en economische hart van de stad, kreeg bijzondere aandacht. Het stadhuis werd in zijn oude glorie hersteld dankzij middelen uit de verkoop van andere huizen en terreinen. De gilden en ambachten staken zich diep in de schulden om hun huizen nog meer luister te geven dan voordien.
Vijf jaar na de ramp had Brussel zichzelf heruitgevonden. De val van de Naamse citadel en de vrede van Rijswijk werden met grote vreugde begroet. In 1696 liet de stad een historiepenning slaan van een fenix, omringd door de woorden COMBUSTA INTEGRIOR EXSURGO MDCIVC ("Verbrand zijnde verrijs ik des te ongeschondener, 1696"). Ook op het huis De Wulf is deze herrijzende fenix aan te treffen.

## Mystiek naspel
De mystica Antoinette Bourignon meldde in 1666 dat ze afzag van een bezoek aan Brussel, omdat de stad door vuur zou vergaan. Ze had dit van een geest vernomen tijdens een verblijf bij haar spirituele dochter Mazuriel te Gent. Onmiddellijk na de ramp verscheen een geleerd traktaat waarin de auteur aan Willem III van Oranje verweet dat zijn ketterse overtuigingen hem verhinderd hadden Bourignons waarschuwing ernstig te nemen. Pierre Bayle was minder onder de indruk en stak in zijn Dictionnaire (1697) de draak met de voorspelling: 

L’esprit qui avoit revelé cet incendie à la Demoiselle Bourignon ne marqua pas bien le temps.
De geest die deze brand aan juffrouw Bourignon had onthuld, gaf het tijdstip niet goed aan.

## Voetnoten
1. 1 2  Louis XIV de France de Bourbon (1638-1715) (bezocht op 12 mei 2014)
2. ↑  Maurice Culot, Eric Hennaut, Marie Demanet en Caroline Mierop (1992), Le bombardement de Bruxelles par Louis XIV et la reconstruction qui s’ensuivit, 1695–1700 (Brussel: Editions Archives d’Architecture Moderne), blz. 54
3. ↑  Het ultimatum van Villeroy en het antwoord van Bergen zijn afgedrukt in: Académie Royale des Sciences, des Lettres et des Beaux-Arts de Belgique (red.) (1853), Compte rendu des séances de la Commission Royale d'Histoire ou recueil de ses bulletins, Tweede Reeks, Vol. 5, blz. 347-348.
4. ↑  Beschryvinghe der Franschen moet-wil gheschiet in het bombarderen, en verbranden der princelycke stadt Brusselen, op den 14 en 15 Augustus 1695, al waer door een al te groote barbarissche vreetheyd sijn verbrand en in 't asschen gheleyt over de 3830 huysen, en twelf capitaele kercken, met veel schoone princelijke ghebouwen. - gereproduceerd in Annales de l'Académie d'archéologie de Belgique (1848), Volume 12-13, blz. 113-118 (Antwerpen: J.E. Buschmann)
5. ↑  De eerste serie werd aangevuld met een frontispies. In 1714 volgden er nog acht gravures van zijn hand.
6. ↑  Relacion de lo succedido en el bombardeo de Bruselas, 26 augustus 1695
7. ↑  De instorting vond plaats op 7 november 1696. Bij deze gelegenheid werd een koffer met oude privileges teruggevonden. Ze werden gebundeld en gepubliceerd als Den Luyster ende Glorie van het Hertoghdom Brabant, herstelt door de genealogique beschryvinghe van sesselfs souvereyne princen ende door het ontdecken van den schat der privilegien, ordonnantiën, ende soo rechts en staet-kundige, als oeconomique reglementen der stadt Brussel. Deze Luyster van Brabant werd al snel verboden omdat hij gebruikt werd om opstandige eisen kracht bij te zetten.
8. ↑  Brief aan Lodewijk XIV van 17 augustus 1695
9. ↑  Brief van Mr. de Vigny aan Mr. de Barbiesieux van 15 augustus 1695
10. ↑  Mémoires du duc de Berwick
11. ↑  Réflexions sur les raisons que la France allègue pour justifier le bombardement de Bruxelles, uitgegeven te Regensburg in het Frans en Italiaans (1695)
12. ↑  Lettre de Lucifer à la France, anoniem manuscript uit de Koninklijke Bibliotheek van België
13. ↑  T Mantien Pis, Claghende om dat het door de Fransche bombarderinghe met eenen ongheluckighen Letterwissel oFte AnnaGramma geworden is Man Pist Niet, uitgegeven te Amsterdam in 1695, herdrukt in Paul M. G. Levy, La plus ancienne complainte de Manneken-Pis[dode link], Cahiers bruxellois, deel V, fasc. III, 1960, blz. 202-213
14. ↑  C. Terlinden, "Les rapports de l'internonce Piazza sur le bombardement de Bruxelles en 1695", in: Cahiers Bruxellois, vol. 3, 1958, p. 88
15. ↑  Jacobus Le Roy (1696), Praedictio Anthoniae Bourignon de vastatione urbis Bruxellarum per ignem (Brussel: Henricus Fricx) - Lees op Google Books